# Dichopus insignis
Dichopus es un género monotípico de orquídeas. Su única especie: Dichopus insignis Blume (1856), es una rara especie epífita, a veces, de hábito terrestre que se encuentra en las cálidas y húmedas selvas tropicales, endémica de Nueva Guinea, Queensland (Norte de Australia) y las islas circundantes. Ha sido separada del género Dendrobium.

## Descripción
Es una orquídea común epífita que se encuentra en los espacios abiertos en las cálidas y húmedas selvas costeras tropicales y en los bosques de manglares de Nueva Guinea, Queensland (Norte de Australia) y las islas circundantes. La planta tiene pseudobulbos, lignificados y una inflorescencia con numerosos racimos laterales con una o dos flores efímeras (un día), brillantes, de color amarillo y rojo manchado con el labelo de color blanco. 

## Taxonomía
Dichopus insignis fue descrita por Carl Ludwig Blume y publicado en Museum Botanicum 2: 176. 1856.
Etimología
El nombre de Dichopus proviene del griego dicha (doble) y pous (pie) y se refiere a la forma de cuña carnosa, de la base de la columna.
Sinonimia
- Dendrobium insigne (Blume) Rchb.f. ex Miq., Fl. Ned. Ind. 3: 640 (1859).
- Callista insignis (Blume) Kuntze, Revis. Gen. Pl. 2: 655 (1891).
- Grastidium insigne (Blume) M.A.Clem. & D.L.Jones, Lasianthera 1: 116 (1997).[2]

Ha sido segregado del género Dendrobium secc. Dichopus por Clements y D.L.Jones en 2002.
El género cuenta actualmente con una única especie: Dichopus insignis Blume (1856)